# Aít Aixa
Aít Aixa (en árabe: آيت عيسى اويحيى‎, en francés: Aït Aïssa ou Yahia) es una localidad marroquí perteneciente al municipio de Tensamán, en la región Oriental. Desde 1912 hasta 1956 perteneció a la zona norte del Protectorado español de Marruecos.